# Attaque de Njitapon
Crise anglophone au Cameroun
Batailles
- Batibo
- Menka
- Ekona Mbenge
- Ndop
- Wum
- Nkwen
- Opération Free Bafut
- Opération Bamenda Clean
- Opération Bui Clean
- Bamessing
- Njitapon
- Bambui
- Kumbo

- Ekondo-Titi
- Course de l'espoir
- Nkambé

- Ngarbuh
- Kumba
- Mautu
- Ekondo-Titi
- Obonyi II
- Missong
- Akwaya
- Bakinjaw
- Bamenda
- Egbekaw
- Bamenyam

L'attaque de Njitapon a lieu le 8 juin 2022 lors de la crise anglophone au Cameroun. 

## Contexte
Durant le conflit dans les régions anglophones du Cameroun, les séparatistes mènent souvent des attaques dans la région de l'Ouest, qui borde celle du Nord-Ouest. Le 7 mars 2020, un groupe d’assaillants, estimé à une cinquantaine d’individus et lourdement armés, font irruption dans une caravane motorisée, dans la ville de Galim. Ils attaquent la brigade de gendarmerie et le commissariat de police de cette ville, faisant huit morts dont deux gendarmes, deux policiers et quatre civils. Le 27 janvier 2022, dans la même ville, des séparatistes tuent, puis, décapitent un soldat.

## Déroulement
Dans la nuit du 8 juin aux alentours de minuit, près d'une centaine de séparatistes, venus de la région du Nord-Ouest, arrivent par la rivière du Noun sur deux pirogues. Considérant qu'une seule porte donne accès au bâtiment, une escouade tente de s'échapper par cette porte et tombe immédiatement dans une embuscade. Seuls trois des douze hommes du poste réussissent à s'échapper mais sont grièvement blessés, les cinq autres sont tués. Les séparatistes entrent ensuite dans le bâtiment et rassemblent des armes qu'il utilisent pour détruire le bâtiment et les véhicules. Deux grenades et un lance-roquettes sont utilisés lors de l'attaque.
Selon des sources internes, certains éléments de la gendarmerie, sont venus du village de Bambalang en tant que personnel de soutien, la plupart des éléments de Njitapon étant partis en formation à Yaoundé. Des sources militaires affirment également que les renforts de l'armée ne sont pas arrivés avant que les séparatistes ne se soient déjà retirés. Au total, cinq gendarmes sont tués et trois autres sont blessés dans l'attaque qui dure trois heures.

## Réactions

### Nationales
Le gouverneur de la région de l'Ouest, Augustine Awa Fonka, condamne l'attaque et reproche à la population locale de ne pas avoir agi,. L'armée affirme que les séparatistes ont enlevé douze villageois et dérobé des armes durant l'attaque. L'armée déploie des centaines de troupes dans la ville à la suite de l'attaque. 

### Internationales
- France : le ministère de l'Europe et des Affaires étrangères déconseille tout séjour à proximité du lac de Bamendjing, à l’axe D66 reliant Kouoboum à Kouhouat ainsi qu'au site touristique du lac de Petpenoun jusqu'à nouvel ordre[10].

## Revendication et motivations
L'attaque est revendiquée par le général No Pity, chef des Bambalang Marine Forces (BMF), qui a conduit cette attaque avec plusieurs de ses hommes. Il déclare que l'assaut est en réaction au massacre de Missong, survenu sept jours plus tôt, durant lequel neuf civils sont tués par l'armée, dans le village de Missong,.